# 蓋特金登

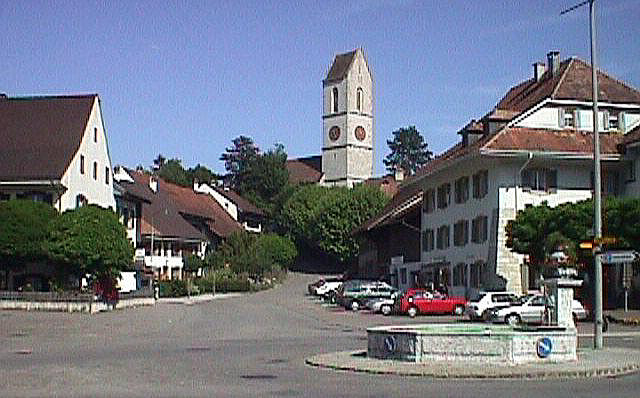

蓋特金登（Geltenkinden）是瑞士的城鎮，位於該國北部，由巴塞爾鄉村州負責管轄，面積9.79平方公里，海拔高度404米，2012年人口5,751，一半人口信奉羅馬天主教，人口密度每平方公里587人。

## 外部連結
- Official website （页面存档备份，存于） （德文）